# 플라밍고 라스베이거스
플라밍고 라스베이거스(Flamingo Las Vegas)는 미국 네바다주 패러다이스 라스베이거스 스트립의 카지노 호텔이다.
1946년 벅시 시겔이 자신의 꿈을 실현하기 위해 만들어 낸 호텔로 유명하다. 호텔 이름은 시겔의 여자친구 이름 버지니아 힐의 애칭이다. 현재는 시저스 엔터테인먼트가 운영한다. 라스베이거스 모노레일의 플라밍고 / 시저스 팰리스 역과 근접해 있다.